# 固体ロケットブースター

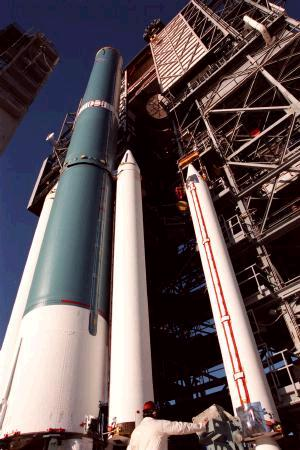
デルタ IIロケットに備えられるブースター

固体ロケットブースター（こたいロケットブースター、Solid rocket booster, SRB）は、固体燃料ロケットエンジンによるブースターである。
多くの打ち上げロケットのシステムがSRBを使用している。SRBを持つロケットとして、日本のH-IIAロケット・H-IIBロケット (SRB-A)、ヨーロッパのアリアン5、アメリカのアトラス V（オプションで追加可能）、NASAのスペースシャトルなどがある。
スペースシャトルシステムは、この種のブースターとしては最大のスペースシャトル固体燃料補助ロケット (the Space Shuttle Solid Rocket Boosters, SRBs) を2本使用する。
SRBの利点は液体ロケットブースター (Liquid rocket booster, LRB) と比較してはるかに大きな推力が得られ、推進剤を低温に保つための冷凍機や断熱材が不要であることである。液体燃料ロケットを主エンジンとする打ち上げシステムに固体燃料ロケットブースターを加えることによって液体燃料の量を減らし、打ち上げ時のロケットの総重量を減らせる。これは多段化の一種と捉えることができる。
ブースターにより打ち上げシステムの性能を向上させる例として（基本的な議論は液体でも変わらないが、固体の例としては）、アリアン4のブースター無しの構成であるAR40が静止トランスファ軌道までのペイロード2175 kgに対し、4基の固体ブースターを追加したAR44Pでは3465 kgまで向上している。スペースシャトルのSRBの推進剤の重量は、それぞれ約500 000 kgである。
多くはロケット本体を取り囲むように配置され、打ち上げ時に点火する。燃焼が済むと無駄な質量になるため、空中で切り離されて投棄するものが多い。しかし、NASAのスペースシャトルのSRBは「再利用する」という建前を達成するため、海面にパラシュートで緩やかに落下させて回収し、整備後に再利用するものとした。
一般に固体燃料ロケットは、その特性から特に打ち上げ中の安全面で、有人ロケットに不向きな面がある。有人打ち上げシステムの一部としてブースターに使用する場合にも、切り離すことができるなどの点はあるが、基本的には同様である（ただし、脱出システムなど、安全のために重要な固体ロケットもある）。